# Разделы герцогства Померания
Герцогство Померания несколько раз разделялось, чтобы удовлетворить требования мужчин-членов Померанского дома. Разделы были названы в честь герцогских резиденций: Барт, Дымин, Рюген, Штетин, Столп и Вольгаст. Ни один из разделов не имел наследственного характера, члены Померанского дома наследовали герцогство на общих началах Таким образом, герцогство продолжало существовать в целом, несмотря на его разделение. Единственное исключение было сделано во время войны с маркграфством Бранденбургским, когда в 1338 году Барниму III из Померании-Штеттина было предоставлено его разделение в качестве феодального владения непосредственно от императора Священной Римской империи, в то время как Померания-Вольгаст осталась под формальным Бранденбургским владычеством. Однако уже в 1348 году немецкий король, а затем император Карл IV снова предоставил герцогство Померания в целом и княжество Рюген в качестве феодального владения герцогам Померании-Штеттина и Померании-Вольгаста, сведя на нет притязания Бранденбурга, предоставив Свободный имперский статус.

## Разделы
В 1155 году герцогство было разделено на Померанию-Деммин и Померанию-Штеттин. С небольшими перерывами это разделение продолжалось до 1264 г.
В 1295 году герцогство было разделено на Померанию-Вольгаст и Померанию-Штеттин. В 1368/72 г. Померания-Столп была отделена от Померании-Вольгаста. В 1376 году Померания-Барт была отделена от усеченной Померании-Вольгаст. В 1402 году Померания-Рюгенвальде на три года была отделена от Померании-Столп. В 1451 году Померания-Барт на шесть лет снова была объединена с Померанией-Вольгаст. В 1464 году права на Померанию-Штеттин заявили Померания-Вольгаст и Бранденбург, по итогам войны и Пренцлауского мира (1472/79) две Померании объединились. В 1478 году Померания-Барт снова была объединена с остальным герцогством, что временно положило конец внутреннему разделению.
В 1532 году герцогство было разделено на Померанию-Штеттин и Померанию-Вольгаст, которые существенно отличались по размеру от предыдущих одноимённых владений. В 1569 году Померания-Барт была отделена от Померании-Вольгаста, а Померания-Рюген — от Померании-Штеттина, эти разделы также отличались по форме от более ранних разделов с таким же названием. В 1625 году герцогство перешло под единоличное правление последнего герцога из династии Грифонов Богуслава XIV, погибшего во время Тридцатилетней войны в 1637 году, когда герцогство находилось под шведской оккупацией уже 8 лет.
По итогам Вестфальского мира в 1648 году Швеция и Бранденбург-Пруссия на основе родства своих правителей с Грифонами разделили Померанию по Штеттинскому договору (1653 г.) на Шведскую Померанию и Бранденбургско-Прусскую Померанию. И шведские, и бранденбургские правители, в отличие от герцогов Грифона, стали наследственными герцогами. В 1679 и 1720 году по итогам датско-шведской и Северной войны Брандербург-Пруссия расширяла свои владения в Померании за счёт щведом. В 1815 году все бывшее герцогство было реорганизовано в прусскую провинцию Померания.